# Hymeniacidon halichondroides
Hymeniacidon halichondroides är en svampdjursart som först beskrevs av Thiele 1898.  Hymeniacidon halichondroides ingår i släktet Hymeniacidon och familjen Halichondriidae. Inga underarter finns listade i Catalogue of Life.